# Guéblange-lès-Dieuze
Guéblange-lès-Dieuze é uma comuna francesa na região administrativa de Grande Leste, no departamento de Mosela. Estende-se por uma área de 4,89 km². Em 2010 a comuna tinha 153 habitantes (densidade: 31,3 hab./km²).